# Übach-Palenberg (przystanek kolejowy)
Übach-Palenberg (niem: Bahnhof Übach-Palenberg) – przystanek kolejowy (dawna stacja) w Übach-Palenberg, w regionie Nadrenia Północna-Westfalia, w Niemczech. Znajduje się na linii Aachen – Mönchengladbach. Zatrzymują się tutaj Wupper-Express i Rhein-Niers-Bahn. Swoją obecną formę otrzymał w latach 90. XX wieku i w 2008.
Według klasyfikacji Deutsche Bahn dworzec posiada kategorię 5.

## Historia
W dniu 11 listopada 1852 odcinek z Herzogenrath do Rheydt, a rok później otwarto całą linię kolejową Aachen-Düsseldorf przez Aachen-Düsseldorf-Ruhrorter Eisenbahn-Gesellschaft. W tym czasie Palenberg jeszcze nie posiadał własnej stacji kolejowej. W statystykach roku 1861, nie zostały jeszcze wymienione, ale w 1881 roku w Dzienniku Urzędowym (specjalnych pociągów na pielgrzymkę do Akwizgranu) Palenberg był wymieniony jako przystanek. W tym czasie dokonano odbiorów dworca. Palenberg była to tylko mała wioska i należała w tym czasie nadal do niezależnej gminy Frelenberg. Po 1935 Palenberg i stacja stała się częścią nowej gminy Übach-Palenberg, w rok później był zbudowany na kolei po wschodniej stronie, nowy budynek dworca. Ten budynek został rozbudowany w 2002 roku i przekształcony w centrum młodzieży i seniorów.
Z zamknięciem kopalni Carolus Magnus w 1962 roku stacja straciła na swoim znaczeniu.
W 2000 roku rozpoczęły się prace do wykonania przebudowy terenu stacji.
W listopadzie 2007 roku, zwrotnice zostały zlikwidowane, a trzeci toru przestał być używany, co przyczyniło się do zmiany ze stacji na przystanek osobowy.

## Linie kolejowe
- Aachen – Mönchengladbach